# Katarina Comesaña
Katarina Comesaña, de son nom complet Katarina Gabriela Comesaña Plevančić, née le 19 juin 1992 à Sunnyvale, dans le comté de Santa Clara, en Californie (États-Unis), est une footballeuse américano-péruvienne. 

## Biographie

### Carrière en club
Née d'un père péruvien et d'une mère croate, Katarina Comesaña termine ses études secondaires à la Homestead High School en 2010, avant de jouer pour des équipes universitaires (De Anza Dons et Idaho Vandals). Elle fait ses débuts en WPSL au sein du San Francisco Nighthawks (en) en 2013. 
Après un passage par le Condeixa au Portugal, elle joue depuis 2022 pour le Sporting Cristal au Pérou.

### Carrière en équipe nationale
Jouant pour l'équipe du Pérou depuis 2018, Katarina Comesaña a eu l'occasion de disputer la Copa América féminine 2018 puis les Jeux panaméricains 2019. Elle compte en tout six matchs avec la sélection péruvienne.